# Hilario Peña
Hilario Peña (Mazatlán, Sinaloa, México, 1979).

## Trayectoria
Hilario Peña ha escrito seis libros publicados por la editorial Penguin Random House, entre los que destacan el bestseller Malasuerte en Tijuana (2009) y las novelas policiacas La mujer de los hermanos Reyna (2011), Chinola Kid (2012) y Juan Tres Dieciséis (2014). El noir Págale al diablo fue editado por Nitro/Press en 2016. Su western Cornelio Callahan, publicado por el sello Grijalbo bajo el título Un pueblo llamado Redención, fue merecedor del Premio Bellas Artes de Novela "José Rubén Romero" 2016. Recibió el apoyo del programa Jóvenes Creadores del Fondo Nacional para la Cultura y las Artes en 2012 y 2014. Sus libros están protagonizados por detectives, comisarios y boxeadores.
Vive con su esposa e hija en Tijuana, ciudad a la que llegó para trabajar como ingeniero en electrónica y donde se convirtió en escritor.

## Reconocimientos
- Premio Nacional de Novela José Rubén Romero (2016) por su novela Cornelio Callahan.[2]

## Obras
- Los días de Rubí Chacón, 2007[3]
- Malasuerte en Tijuana, 2009[4]
- El infierno puede esperar, 2010[5]
- La mujer de los hermanos Reyna, 2011[6]
- Chinola Kid, 2013[7]
- Juan Tres Dieciseis, 2014
- Págale al diablo 2016
- Un pueblo llamado redención 2017
- Garbage man, 2024, Editorial Trillas